# Neti (yoga)

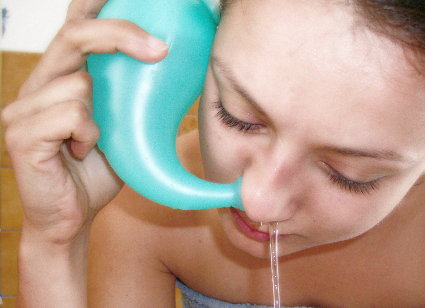
Jala neti

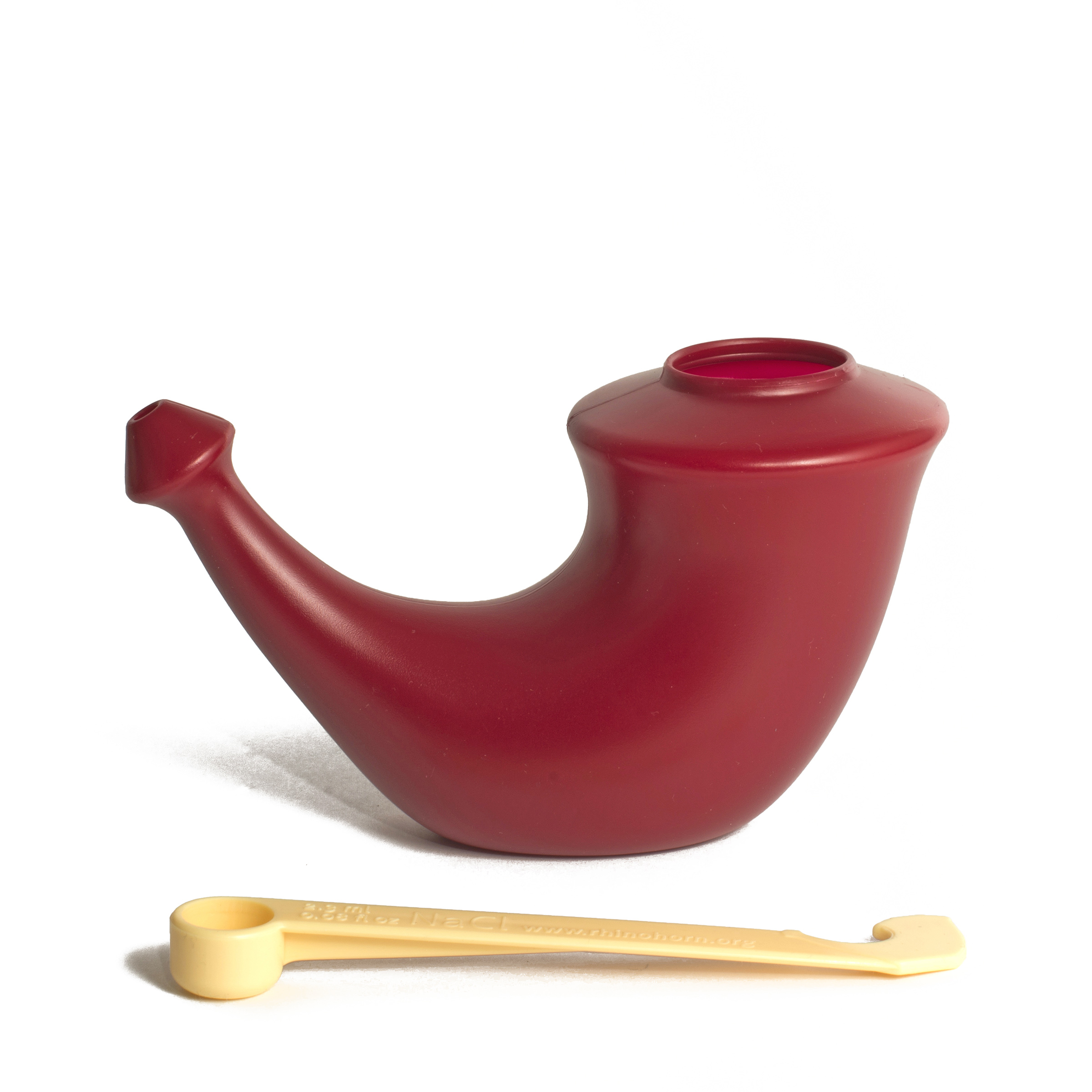
Moderne neti pot bij de apotheek

Neti (Sanskriet, नेती, netī) is een van de zes shatkarma's uit de kriya's in hatha yoga. Bij neti wordt de neus van binnen gereinigd. Van kriya's wordt beweerd, dat ze het lichaam reinigen door het prikkelen van de afscheidingsmechanismen van het lichaam.
Er zijn meerdere vormen van neti, zoals:
- Jala neti, de spoeling van de neus met een lauw zout water.
- Soetra neti, waarbij een doekdraad door de neus en de mond wordt getrokken.

Kriya's zijn in het algemeen omstreden en sommige kunnen gevaarlijk zijn. Zowel in India als in het Westen zijn er yogascholen die de reinigingstechnieken wel en die ze niet uitoefenen en verschillen de meningen of de kriya's in de huidige tijd nog van waarde zijn.